# Star Fleet Project
A Star Fleet Project Brian May első szólóalbuma (hivatalosan Brian May & Friends produkció). 1983. április 21 és 22-én néhány barátjával, Eddie Van Halennel, Phil Chen basszusgitárossal, Alan Gratzer dobossal és Fred Mandellel a Record Plant Studiosban egy egész napos örömzenélésre. Nem terveztek felvenni semmit, a felvevő mégis egész idő alatt forgott, így végül három dalt rögzítettek, amely a lemezre került: a May által írt „Let Me Out”-ot, a Star Fleet című gyermekműsor főcímdalának feldolgozását, és a majd tizenhárom perces, spontán örömzenét, a „Blues Breaker”-t, amellyel John Mayall 1966-os  Blues Breakers with Eric Clapton albuma előtt tisztelegtek.
A felvett anyagot végül csak kiadták egy rövidke albumon, a Queen hírnevét igyekezve reklámul kihasználni. A lemez azonban nem lett siker, csak a harmincötödik helyet érte el Angliában. A Kerrang! kedvelte: „minden résztvevő mélyre ásott a kollektív zenei szókincséhez, hogy létrehozzanak egy hosszú csipkelődést, amely kötelező minden blues rajongónak. Akár szörnyű is lehetne, mégis egy hihetetlenül élvezetes közjáték,” évekkel később az AllMusic két csillagra értékelte a lehetséges ötből, nagy hibájának felróva a rövidségét: „véget ér, mielőtt beindulna.”
May 1984-ben így mesélt a Guitar Playernek az album keletkezéséről: „Hogy őszinte legyek, egyáltalán nem voltam biztos benne, hogy tudok más zenészekkel is együtt dolgozni. Annyi ideig voltam a Queenben, hogy nem is tudtam, mennyit érek, mint zenész. A Queen gépezetében biztos helyem volt, de talán rabszolgája is lettem az együttesnek. Edwarddal a szünetben attól beszélgettünk, hogy vajon hogy is volt akkoriban, amikor Clapton John Mayall-al dolgozott. Kiderült, hogy mindkettőnkre nagy hatással volt a „The Beano” album, az, amelyiknek a borítóján Eric képregényt olvas. Minden gitáros gyűjteményének kötelező darabja volt ez. Úgy tűnt, annyira élvezték azt, amit csináltak, hogy abba se tudták hagyni. A kedvenc számom erről az albumról a „Blues Baker”, amely elfoglalja az egész B oldalt. Talán túlzás egy ilyen hosszú örömzenét rögzíteni, de végighallgatva úgy vélem, mégis megérte. Ez egy rock blues, amiben az összes hibát benne hagyták.”

## Az album dalai
|    | Cím                                     | Szerző(k)                                                  | Hossz |
| -- | --------------------------------------- | ---------------------------------------------------------- | ----- |
| 1. | Star Fleet                              | Paul Bliss/Arr. May                                        | 8:05  |
| 2. | Let Me Out                              | Brian May                                                  | 7:13  |
| 3. | Blues Breaker (Eric Claptonnak ajánlva) | May, Eddie Van Halen, Alan Gratzer, Phil Chen, Fred Mandel | 12:51 |

## Helyezések
- 1983 #35 UK, #125 US

## Külső hivatkozások
- Slágerlista alakulása (angol nyelven). UKMIX, music, UK, network, charts, reviews, news